# Shahpur (Betul)
Shahpur è una suddivisione dell'India, classificata come census town, di 3.997 abitanti, situata nel distretto di Betul, nello stato federato del Madhya Pradesh. In base al numero di abitanti la città rientra nella classe VI (meno di 5.000 persone).

## Geografia fisica
La città è situata a 22° 12' 24 N e 77° 54' 15 E.

## Società

### Evoluzione demografica
Al censimento del 2001 la popolazione di Shahpur assommava a 3.997 persone, delle quali 2.113 maschi e 1.884 femmine. I bambini di età inferiore o uguale ai sei anni assommavano a 446, dei quali 231 maschi e 215 femmine. Infine, coloro che erano in grado di saper almeno leggere e scrivere erano 3.200, dei quali 1.802 maschi e 1.398 femmine.